# Sindacato Nazionale Giornalisti Cinematografici Italiani
Das Sindacato Nazionale Giornalisti Cinematografici Italiani (SNGCI) ist die Interessenvertretung der italienischen Filmjournalisten.
Diese Vereinigung ist am 17. März 1946 gegründet worden. Unter anderem gehört es zu ihren satzungsgemäßen Aufgaben, die berufsständischen Interessen ihrer Mitglieder zu vertreten und sich für die Freiheit der Presse sowie insbesondere für die Unabhängigkeit der Filmkritik einzusetzen. Sie fungiert außerdem als nationale Sektion des internationalen Filmjournalistenverbandes Fédération Internationale de la Presse Cinématographique (FIPRESCI).
Das italienische bzw. internationale Filmschaffen wird vom SNGCI durch die Vergabe mehrerer Filmpreise gewürdigt. Die wichtigste und älteste dieser Auszeichnungen ist der seit dem Jahr 1946 in verschiedenen Kategorien vergebene Nastro d’Argento (deutsch Silbernes Band). Seit dem Jahr 1978 werden außerdem bedeutende Persönlichkeiten des italienischen Films mit dem Pietro-Bianchi-Preis geehrt.
Derzeitige Präsidentin des SNGCI ist Laura delli Colli.